# الأسفار القانونية الثانية

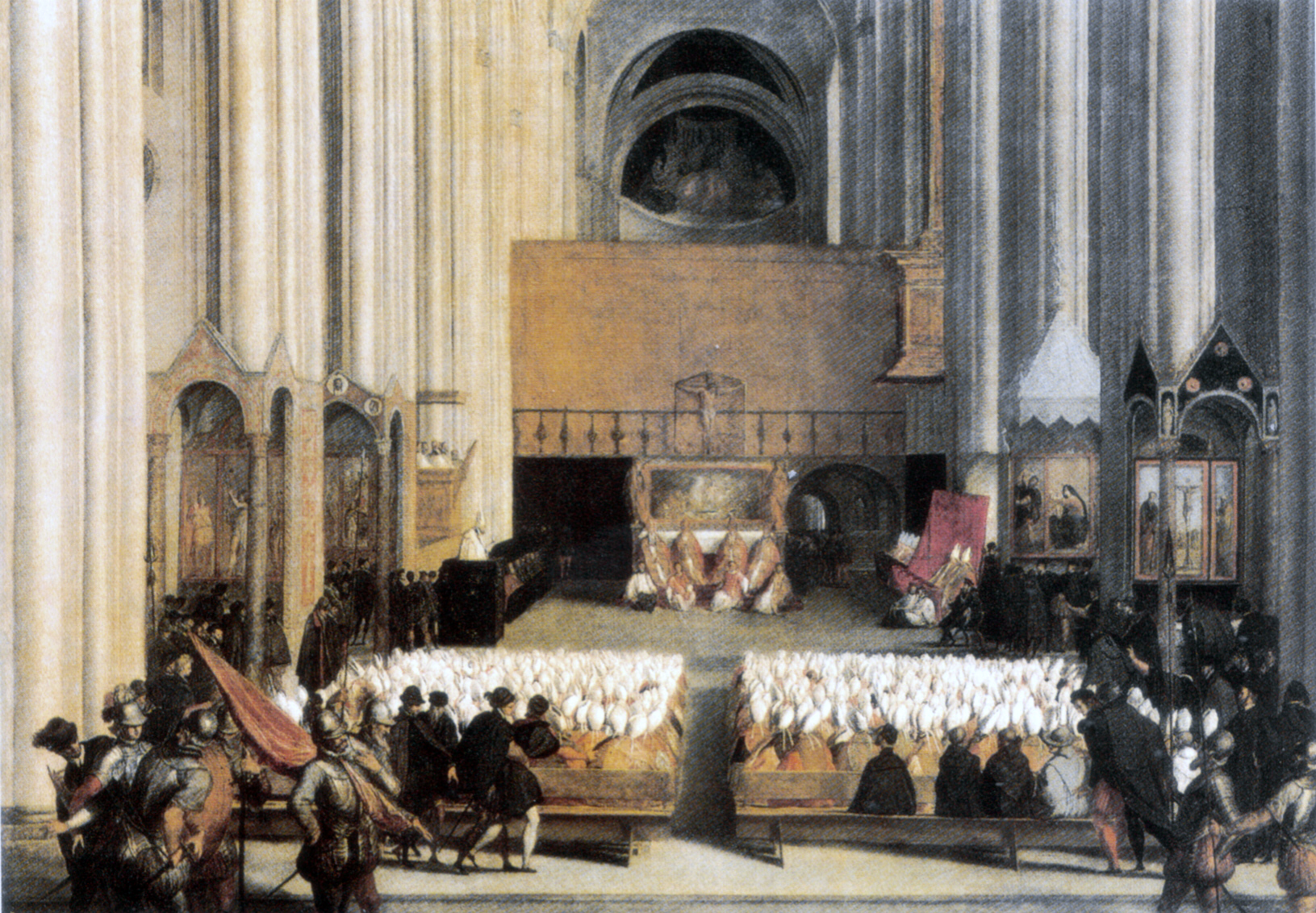
ترايدنتينوم

الأسفار القانونية الثانية او الأسفار الديوتروكانونية هي أسفار تقرها كل من الكنائس الكاثوليكية والأرثوذكسية الشرقية والمشرقية وكنيسة المشرق الآشورية ضمن العهد القديم من الكتاب المقدس المسيحي، وترفضها مجمل الطوائف اليهودية والكنائس البروتستانتية الإنجيلية.

## الأسفار
1. سفر طوبيا (طوبيت): ويأتي في الترتيب بعد سفر نحميا، والسفر يصنف على أنه من الأسفار التاريخية.
2. سفر يهوديت: ويأتي في الترتيب بعد سفر طوبيّا (طوبيت)، والسفر يصنف على أنه من الأسفار التاريخية.
3. سفر المكابيين الأول: ويرتب بعد سفر أستير، والسفر يصنف على أنه من الأسفار التاريخية.
4. سفر المكابيين الثاني: ويرتب بعد سفر المكابيين الأول، والسفر يصنف على أنه من الأسفار التاريخية.
5. سفر الحكمة: ويأتي بعد سفر نشيد الإنشاد في الترتيب؛ حيث يعد السفر من الأسفار الشعرية.
6. سفر يشوع بن سيراخ: ويأتي بعد سفر الحكمة في الترتيب؛ حيث يعد السفر من الأسفار الشعرية.
7. سفر باروخ: وهو يلي سفر المراثي، ويدخل في تصنيف أسفار الأنبياء.
8. تتمة سفر أستير: وهي الأعداد في الإصحاح العاشر من 4 إلى 13 بالإضافة إلى خمسة إصحاحات أخرى كاملة.
9. تتمة سفر دانيال: وهي 67 عدداً تقع بعد العدد 23 من الإصحاح الثالث ويطلق عليها «تسبيحة الفتية القديسين الثلاثة»، كما تشمل التتمة على الإصحاح الثالث عشر ويحتوي قصة سوسنة العفيفة والإصحاح الرابع عشر ويحتوي على قصَّتيّ الصنم بال والتنين.

## معلومات
وتسمى هذه الأسفار بـ«الأسفار القانونية الثانوية» تمييزًا لها عن الأسفار القانونية الأولى التي تعترف بها تقريباً جميع الكنائس، كما يطلق عليها الفريق الأول «الكاثوليك والأرثوذكس» الأسفار المحذوفة لأن البروتستانت قاموا بشطبها من متن الكتاب المقدس، أما الفريق الثاني «البروتستانت» فيطلقون عليها الأسفار المنحولة أو غير القانونية (أبوكريفا) لقولهم بأنها مضافة وليست مقدسة.
ويستدل مدعو عدم قانونية تلك الأسفار بأن المتن اليهودي للكتاب المقدس (العهد القديم بطبيعة الحال لأن اليهود لا يعترفون بالعهد الجديد ككتاب مقدس) لا يحتويها، كما أنها – أي الأسفار الثانية – ليست ذات محتوى روحي مثل بقية الأسفار كما أن زمن كتابة هذه الأسفار جاء بعد قيام الكاهن عزرا بجمع التوراة. بينما يذهب أصحاب القول بقانونية تلك الأسفار – أي الكاثوليك والأرثوذكس – أن الترجمة السبعينية للتوراة التي قام بها الأحبار اليهود السبعين من اللغة العبرية إلى اللغة اليونانية سنة 280 ق م. حوت تلك الأسفار كما أن كتبة العهد الجديد اقتبسوا منها في كتاباتهم بل إن يسوع اقتبس منها في بعض أقواله، كما أن بعض آباء الكنيسة الأوائل قد وصفوها بأنها مقدسة موحى بها، بل حتى أن بعض المجامع المسيحية الأولى قد أقرت بقانونيتها. ورغم أن هذه الأسفار غير موجودة في الكتاب المقدس عند اليهود المسمى التناخ لكنهم يعترفون بأهمية تاريخية لهذه الأسفار، وبعض أعيادهم مثل عيد الأنوار (الحانوكا) تم استقاؤه من سفر المكابيين.